# Alexander Patch
Alexander McCarrell "Sandy" Patch (23. november 1889 – 21. november 1945) var en amerikansk officer og general under 2. verdenskrig. Han havde kommandoen over styrker fra hær og  marinekorps under invasionen af Guadalcanal, og 7. armé under invasionen i Sydfrankrig (Operation Dragoon).

## Tidlige karriere
Patch blev født på Fort Huachuca, en militær lejr i Arizona hvor hans far havde kommandoen over en enhed.  Han overvejede aldrig en karriere udenfor militæret, og fik sin udpegelse til West Point i 1909. Han ønskede at følge efter sin far i kavaleriet, men erkendte at det var ved at blive forældet, og han blev derfor udnævnt til en post i infanteriet i 1913.
Under 1. verdenskrig gjorde Patch tjeneste som infanteriofficer og instruktør på hærens maskingeværskole.  Da han havde kommandoen over tropper ved fronten blev hans lederevner opdaget af George C. Marshall, som dengang var medlem af general John Pershings stab.
Under opbygningen af den amerikanske hær før USA's indtræden i 2. verdenskrig blev Marshall udnævnt til hærens stabschef. Marshall forfremmede Patch til brigadegeneral og sendte ham til Fort Bragg for at føre tilsyn med træningen af nye soldater der.

## 2. verdenskrig
I 1942 blev Patch sendt til Stillehavet for at organisere forstærkningen og forsvaret af Ny Kaledonien. Han overtog kommandoen over en løs samling enheder og ud af dem formede han Americal Divisionen (et navn som blev valgt efter forslag fra Patch efter at det var blevet foreslået af en soldat i divisionen.) Denne enhed kom først i kamp under slaget om Guadalcanal. Fra oktober 1942 blev de indsat for at afløse den tapre og malariaramte 1. marinedivision. I december blev Patch forfremmet til at lede 14. korps, og fik kommandoen over hele offensiven på  Guadalcanal. Patch tog selv kommandoen over tropper i den farlige offensiv i slaget ved Mount Austen, Galloping Horse og Sea Horse for at erobre adskillige befæstede bakker og højderygge fra japanske styrker. Under hans ledelse blev japanerne fordrevet fra øen i februar 1943.
General Marshall var imponeret af Patch indsats på Guadalcanal og beordrede ham til Europa, hvor han overtog kommandoen over 7. armé fra general Mark Clark. Under Patch gik 7. armé i land i Sydfrankrig i Operation Dragoon den 15. august 1944. Patch anførte hæren under en hurtig offensiv op gennem Rhone dalen.  Den 9. september 1944 mødte 7. arme enheder fra Pattons 3. armé i nærheden af Dijon. Patch blev ramt af en personlig tragedie, da hans søn kaptajn Alexander M. Patch III blev dræbt i kamp den 22. oktober 1944, mens han gjorde tjeneste i et infanterikompagni i 79. infanteridivision.
Patch beholdt kommandoen over 7. armé indtil krigens slutning.

## Død og eftermæle
I august 1945 vendte Patch tilbage til USA for at overtage kommandoen over 4. armé,  men han blev snart indlagt med lungeproblemer. Han døde af lungebetændelse den 21. november 1945 på Brooke General Hospital ved Fort Sam Houston, Texas. Han ligger begravet på  West Point Cemetery.
Kurmärker Kaserne, i Stuttgart-Vaihingen i Tyskland blev omdøbt til  Patch Barracks den 4. juli 1952.  Patch Barracks rummer hovedkvarteret for de amerikanske styrker i Europa. Patch Barracks har også en grundskole og en  high school opkaldt efter General Patch. Transportskibet USNS General Alexander M. Patch var også opkaldt efter ham.
Patch blev forfremmet til brigadegeneral den 4. august 1941, til generalmajor den 10, marts 1942, til generalløjtnant den 18. august 1944 og posthumt til  general den 19. juli 1954.

## Eksterne kilder
- Lost Victory – Strasbourg, November 1944